# 美髮奇緣
《美髮奇緣》，2021年電視劇，台灣、中國環球佳藝影視聯合製作，由曾江、陳莎莉、季肖冰、鄔禎琳主演。本劇於台灣及中國廈門拍攝。2011年10月15日開拍，2012年1月殺青。於2021年1月20日在搜狐视频首播。

## 演員陣容

### 領銜主演
| 演員   | 角色   | 介紹 | 登場集數      |
| 曾江   | 蘇霄海 | H.Park的創辦人兼集團連鎖造型主席，一代美髮宗師，孫令成同學，因年輕時留法愛上虞美秀與規勸並設法阻止他，比賽切莫涉嫌抄襲，故而奪得騎士勳章，彼此針鋒相對，甚至水火不容！雖家中變故而回國處理，結束之後又飛往法國找美秀時，母親突然生病而無功返鄉，欲成母親最後心願，結婚生子，然而...他的母親未見長孫一眼便走，妻子也在誕下么女，亦撒手人寰了。40年過去，三人將一切誤會解開，冰釋前嫌，二人在集團友誼賽之後，並與初戀情人虞美秀攜手，步入紅壇。 | 全部          |
| 陳莎莉 | 虞美秀 | OLIVIA服装品牌的創辦人，50多年未果的初戀情人，亦是年輕時蘇霄海、孫令成留法戀愛對象，但因父親生病而搬家，守身如玉40年，領養一名無名氏孤兒，但她忘不了蘇霄海，故以他的姓，作為那一段充滿年輕、刻骨銘心的思念惦記....之後三人重修舊好，且和蘇霄海共結連理。 | 1、25、29以後 |
| 何鐵紅 | 孫令成 | 名姿造型創辦人兼連鎖集團老闆，蘇霄海同學，因著40年前三角關係與涉嫌比賽抄襲未果，騎士勳章沒了，還因追逐美秀而從樓梯上摔下，把腿弄殘了，故而一直耿耿於懷並挾怨報復：當年情敵兼勁敵同學蘇霄海，之後再度回憶起：當年美麗的友情，言歸於和。 | 全部          |
| 鄔禎琳 | 蘇綿綿 | 蘇霄海孫女，活潑開朗又稚氣、傲嬌的大家族千金，因誤以為爺爺血癌末期，立志成為一名：讓爺爺引以為傲的設計師，又因誤會私立南都市忠康醫院總經理顧冕，答應要和袁老師交往，甚至以為劉恬顧冕正在交往，可她心裡面仍然只有顧冕，根本容不下袁老師！兩人分手後，發現自己喜歡的專業，一直都是服裝設計，而非母親所期望，繼承祖業的造型設計,和顧冕一波三折，終在三年後...在表姊劉恬安排下重逢。                                                              | 全部          |
| 季肖冰 | 顧冕   | 南都市忠康醫院的總經理,年輕有為，幽默風趣，待人接物十分細膩、溫文爾雅，同時亦是大眾情人，可不太懂女人心，忽略了日久生情的劉恬，還在她的面前一直說...自己有多麼喜歡綿綿！之後， 和蘇綿綿歷經各種風風雨雨，後來母親也對綿綿改觀，曾在H.Park和絲尚集團的友誼賽和蘇霄海、虞美秀以及肖廷根、孫咪咪兩家大婚，短暫露面又回到德國念博士，直到三年...由劉恬特地安排下，二人再次邂逅。                                                                  | 全部          |

### 劉家
| 演員   | 角色   | 介紹 | 登場集數 |
| 黎一萱 | 劉恬   | H.PARK集團留英造型師，蘇霄海外孫女，劉志浩長女，蘇綿綿閨蜜，祖孫三代皆為同行，亦是從小都一起生活的表姊。因在旅途中和虞美秀相交，之後又在廈門巧遇，受邀到府小住，與美秀、明遠建立深厚的友誼。因綿綿誤以為顧冕，是個不懷好意的人，有一天顧冕欲至H.PARK大樓和綿綿解釋，卻因招不到計程車，又不幸被扒手弄掉了皮夾，巧遇劉恬及時解圍，甚至當顧冕難受還約他去唱歌、喝茶以及現場送花、幫劉恬擋酒、寫許願信丟入大海，不知不覺...劉恬喜歡上了顧冕，並在瓶中信寫下：希望顧冕忘記綿綿，兩人能在一起，甚至還向顧冕告白，但卻被婉拒了，故而決心瞞著綿綿...在顧冕留德攻博三年後，安排二人再會。 | 全部     |
| 吳岱融 | 劉志浩 | 蘇霄海女婿，劉恬之父，原本是H.PARK集團造型設計總監，後由蘇主席委任新項目：線上營銷的副總監，協助大哥克棟完成他的工作，同時祖孫三代皆為同行。當岳父蘇霄海講明一切，所有的陰霾全都沒了，家族關係更加緊密、融洽 | 全部     |
| 張藝心 | 蘇雲湘 | 蘇霄海長女，蘇克棟小妹，劉恬之母，劉志浩妻子，平日妯娌明爭暗鬥的，骨子裡卻非圖謀不軌的人，只是因家中產業甚多，又怕父親偏心而被冷落，少了自己好處，但在父親蘇霄海的解釋之下，豁然開朗且不再糾結一切，闔家歡樂。 | 全部     |

### 蘇家
| 演員   | 角色   | 介紹 | 登場集數 |
| 李浩修 | 蘇明遠 | 虞美秀的養子,留英金融系，因其母美秀把劉恬帶來廈門家中做客，日漸心生好感而終成眷屬。雖在期間，曾經以為與劉恬是三等親，但在美秀告知真相，才真正瞭解到：美秀不願傷他而未敢在他尚幼時，就把其生世不明的事，講給他知道，所以...他和劉恬正式交往了。 |          |
| 黑靜環 | 黃炳英 | 蘇霄海長媳，蘇克棟妻子，二人育有一女，經由蘇霄海解釋，兄妹妯娌間的一切，皆都化干戈為玉帛。 | 全部     |
| 孫率航 | 蘇克棟 | 蘇霄海長子，和黃炳英共育一女：蘇綿綿，在父親蘇霄海解釋之下，兄妹夫妻和妹婿之間的種種誤會，全都迎刃而解，一家子和樂融融。 | 全部     |

### 其他幹部員工
| 演員   | 角色   | 介紹 | 登場集數 |
| 丁祥威 | 趙勇   | H.PARK集團的學生，對何蕊一見鍾情並且展開熱烈追求的男生 | 25、26   |
| 楊萍   | 何蕊   | H.PARK集團唯一非科班的美髮助理，一直暗戀著袁老師，卻因袁老師在生日派對，當眾告白大小姐綿綿而心碎，後又因綿綿愛上了顧冕，袁老師因愛而不得，與之口角後...便被袁老師辭退，但在之前中法友誼賽中勝出，再加上已與綿綿化解心結，成為知己手帕交，在綿綿的幫助下，非但升格成設計師，同時還兼學院的造型設計老師，且察覺到：袁老師似乎在跟趙勇吃醋，喜歡上自己了！明白他一片真心，放下了過去和綿綿的感情，才和袁老師交往。全部                                                                                           |          |
| 賈宗超 | 袁乃至 | H.PARK集團美髮名師，原本在生日派對上，向綿綿告白時曾短暫交往，但卻在中英造型友誼賽的慶功宴，綿綿竟跑來跟他講了很多，一開始對何蕊的善意提醒，充當流言緋語的八卦，事後又約何蕊喝酒，赫然發現：大小姐，愛的人是顧冕。先是和何蕊口角，便將其辭退了，可在綿綿的設計下，有了與何蕊一夜獨處的機會，讓袁老師也頓悟到...對何蕊有點心動，卻在班上男學生趙勇，對於合蕊展開攻勢，先是送花又甜言蜜語的，心中挺不好受便又借題發揮的，對趙勇大發雷霆！經過一番折騰後，才與何蕊正式展開交往，同時是何蕊和綿綿的同門恩師。全部 |          |

### 孫家
絲尚集團
| 演員   | 角色   | 介紹 | 登場集數 |
| 李育生 | 肖廷根 | 孫令成未來女婿，孫家派來合作兼搞破壞重大關係人，雖一直幫孫做些見不得光的事，卻不被認可還一再羞辱，最後因蘇孫二人破冰，順利與孫咪咪成婚！H.PARK爭霸戰主要成員。 |          |
| 隋思思 | 孫咪咪 | 孫令成獨生女,一直活在父親和蘇霄海仇恨中，深愛著肖廷根，終在蘇霄海與父親和解共生，與肖廷根結為夫妻。                                                            |          |

### 其他演員
| 演員   | 角色       | 介紹 | 登場集數 |
| 王思瓊 | 顧母       | |          |
| 陳開文 | 顧父       | 第一次看見綿綿，印象確實亦不太好，但沒像妻子那般生氣，雖一眼就看出問題的本質，依然可以....設身處地的為他人著想。 |          |
| 呂送來 | 龐律師     | |          |
| 王東軍 | 陳大夫     | 本是深受顧冕信賴，卻被肖廷根收買來詐騙蘇家，致使院方名譽受損而慘遭開除的內科權威，並在斯文掃地後，動用私刑，狠狠地教訓肖根廷一頓 |          |
| 劉晟豪 | 閔俊豪     | 前H.PARK集團經理，後因遭肖廷根做梗而被蘇霄海降職，主動離去，還找蘇霄海理論，一切都是：因他早已被肖收買，目的就在於....如何聯手搞垮前東家。 |          |
| 孫晨   | 年輕蘇霄海 | 光明磊落、上進豁達，領取大學獎學金的中國青年，孫令成同學，飄洋過海到法國去學造型設計，同時亦遇見了初戀情人。卻因三角習題、規勸並阻止同學孫令成，在造型比賽涉嫌抄襲而告發了孫令成，又因從樓梯跌落而瘸了一條腿，屢次探望不見，寫信也不回，始終把孫令成，視同知己。 |          |
| 楊光   | 年輕虞美秀 | 閒雲野鶴、樂觀進取，留法的中國女孩，同時結交蘇霄海和孫令成，心中一直都...僅僅深愛著蘇霄海，將孫令成視為好友，卻因彼此之間的愛恨糾葛、家庭變故的陰錯陽差，只能把一切埋入記憶深處。                                                                                |          |
| 賴權國 | 年輕孫令成 | 熱血衝動且做事不顧後果，蘇霄海同學，卻在留法時遇見心儀的女子，可非但自己和師兄得不到，還因造型比賽涉嫌抄襲，被同學蘇霄海屢勸不聽而被他告發，又因從樓梯跌落而瘸了一條腿，致使一直活在仇恨中。                                                                     |          |
| 朱若玲 | 小雅       | 蘇明遠的同事。 |          |

## 電視劇歌曲
作曲          
劉禮民
音樂編劇   
安方進
音樂統籌   
遲雅文
樂隊       
時代交響樂團
小提琴獨奏
李新星
ｏｂｅｏ   
王強
吉他       
蘇雷
人聲      
李志宇
片尾曲     
放手愛
演唱       
鄭瀟

## 重要場景
廈門
京閩北海灣酒店
國貿地產有限公司
中國移動廈門分公司
廈門明姿企業管理有限公司
廈門航空港花園酒店有限公司
根深智業文化創意產業集團
興基偉業房地產開發有限公司
索銳文化傳播有限公司
晟源集團有限公司
凱蒂城娛樂有限公司
順通達物流有限公司
絲尚金典

## 製作團隊
| 編劇             | 導演   | 出品人 | 出品公司                 |
| 馬廣源（總編劇） | 劉逢聲 | 張啟虹 | 河北環球佳藝影視有限公司 |
| 鄧智仁           |        | 李啟虹 |                          |
| 鄔禎琳           |        | 李致遠 |                          |

## 新聞
- 「100年度補助製作高畫質電視節目」 獲補助名單出爐 （页面存档备份，存于）
- 鄔禎琳《學不會》單曲熱播 《剪愛》廈門熱拍 Archive.today的存檔，存档日期2016-05-18
- 丁祥威發行同名專輯 拍偶像劇《剪愛》多棲發展 （页面存档备份，存于）

## 作品的變遷
| 中国大陆 | 中国大陆 | 中国大陆 |
| -------- | -------- | -------- |
|          | 剪愛     |          |
| —        | -        |          |